# Felix Auerbach
Felix Auerbach (Breslau, 12 de novembro de 1856 — Jena, 26 de fevereiro de 1933) foi um físico alemão.

## Publicações selecionadas
- Untersuchungen über die Natur des Vocalklanges, in: Annalen der Physik und Chemie Ergänzungsbd. 8 (1877), p. 177-225.
- Bestimmung der Resonanztöne der Mundhöhle durch Percussion, in: Annalen der Physik und Chemie 3 (1878), p. 152–157[ligação inativa] (PDF-Datei; 372 kB)
- Tonhöhe einer Stimmgabel in einer incompressiblen Flüssigkeit, in: Annalen der Physik und Chemie 3 (1878), p. 157–160[ligação inativa] (PDF-Datei; 372 kB)
- Zur Grassmann’schen Vokaltheorie, in: Annalen der Physik und Chemie 3 (1878), p. 508-515[ligação inativa] (PDF-Datei; 471 kB)
- Die Weltherrin und ihr Schatten. Ein Vortrag über Energie und Entropie. G. Fischer, Jena 1902
- Akustik (= Handbuch der Physik 2), Leipzig o.J. (2. Aufl. 1909).
- Ektropismus und die physikalische Theorie des Lebens. Wilhelm Engelmann, Leipzig 1910
- Die Grundlagen der Musik. J. A. Barth, Leipzig 1911.
- Das Gesetz der Bevölkerungskonzentration. in: Petermanns Geogr. Mitteilungen, 59, p. 73-76, 1913
- Die graphische Darstellung. Teubner, Leipzig 1914
- Die Physik im Kriege. Gustav Fischer, Jena 1915
- Fernschrift und Fernspruch. Die Überwindung von Raum und Zeit durch Elektrizität. Ullstein, Berlin 1916
- Ernst Abbe – Sein Leben, sein Wirken, seine Persönlichkeit. Akadem. Verlagsgesellschaft, Leipzig 1918
- Wörterbuch der Physik. Walter de Gruyter, Berlin und Leipzig 1920
- Raum und Zeit, Materie und Energie, Eine Einführung in die Relativitätstheorie, Leipzig: Dürr’sche Buchhandlung 1921
- Entwicklungsgeschichte der Modernen Physik: Zugleich eine Übersicht ihrer Tatsachen, Gesetze und Theorien. Julius Springer, Berlin 1923
- Das Zeisswerk und die Carl-Zeiss-Stiftung in Jena. Gustav Fischer, Jena 1925, 5. Auflage
- Die Methoden der Theoretischen Physik. Akad. Verlagsges., Leipzig 1925
- Lebendige Mathematik. Eine allgemeinverständliche Einführung in die Schau- und Denkweise der niederen und höheren Mathematik. Ferdinand Hirt, Breslau 1929